# Gustav Helrich

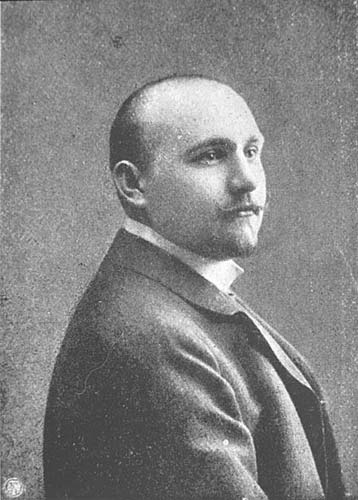
Gustav Helrich

Gustav Helrich (russisch Густав Гельрих; * 15. September 1878 in Hamburg) war ein in Moskau tätiger deutscher Architekt. Namensvarianten sind Gustav August Helrich, Gustav Karl Julius Adolfowitsch Helrich, Gustav Andrejewitsch Helrich und Gustav Gulrich.

## Leben
Helrich studierte an der Polytechnischen Schule Hannover. 1901 kam er nach Moskau und erhielt vom Bauwesen-Komitee des Innenministeriums die Berechtigung, Bauten auszuführen. Er behielt seine deutsche Staatsangehörigkeit und betrieb ein großes privates Architekturbüro. 1901 baute er für die 1899 von J. Reck gegründeten Handels- und Bau-Aktiengesellschaft ein Mietshaus an der Lesnaja Uliza, das nicht erhalten ist. Für J. Reck selbst baute Helrich die Villa J. Reck (1901–1903). 1902 baute er Wirtschaftsgebäude für den Unternehmer W. P. Smirnow, Sohn des Wodka-Königs P. W. Smirnow. Zusammen mit W. W. Sherwood und I. I. Rerberg baute er 1902 die Villa S. G. Protopopow-W. S. Tatischtschew (Nowokusnezkaja Uliza 12, 14). 
1906–1908 baute er ein Mietshaus für P. A. Skopnik (Uliza Spiridonowka 27).
1906 wurde Helrich Mitglied der Moskauer Architekturgesellschaft. 1908 stellte er seine Projekte auf der Internationalen Kunstausstellung in St. Petersburg vor. Helrich spezialisierte sich auf mehrgeschossige Mietshäuser im Skelettbau. Er wurde ein wichtiger Vertreter der Moskauer Moderne, die vom Jugendstil ausging.
1910–1912 errichtete Helrich ein Mietshaus für E. N. Schewljagina (Uliza Schtschepkina 22). 1911 baute Helrich das Mietshaus der Brüder Gribow und Jacob Recks Mietshaus sowie ein Mausoleum für S. P. Smirnow auf dem Pjatnizkoje-Friedhof und ein Heim mit Maria-Magdalena-Kirche der Gesellschaft für die Erziehung blinder Kinder am Prospekt Mira. 1912 folgte das Utkin-Mietshaus (Uliza Schtschepkina 25). Für sich selbst baute Helrich 1913 ein Mietshaus an der Malaja Dmitrowka, das er bis 1916 besaß.
In Juscha baute Helrich das Volkshaus (1910) und die Höhere Grundschule (1913) an der A. J. Balin-Fabrik.
Zu Beginn des Ersten Weltkrieges schloss Helrich sein Büro und verließ Russland.

## Werke

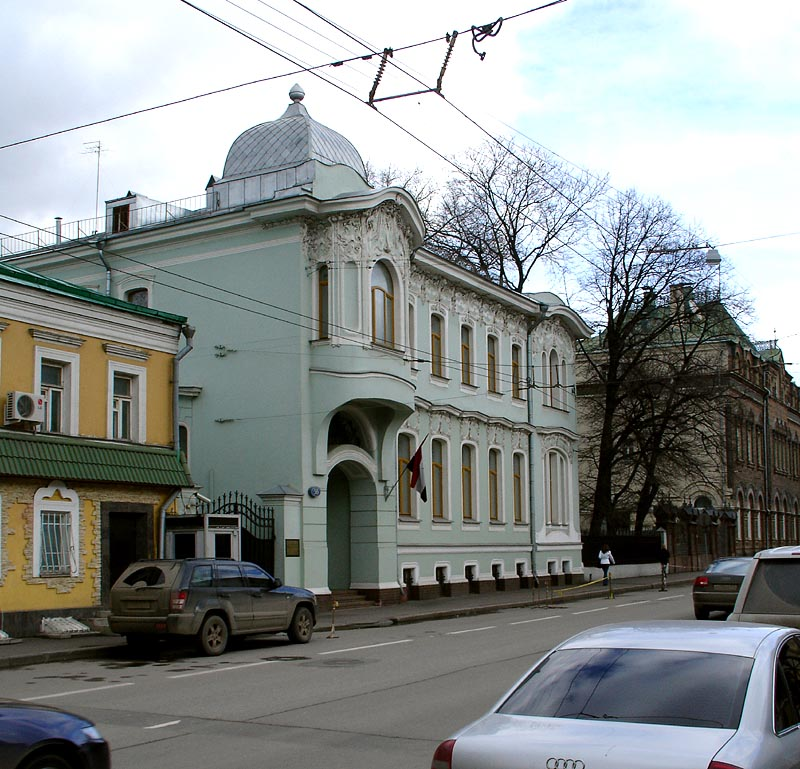
Villa J. Reck, Bolschaja Nikitskaja Uliza 56, Moskau
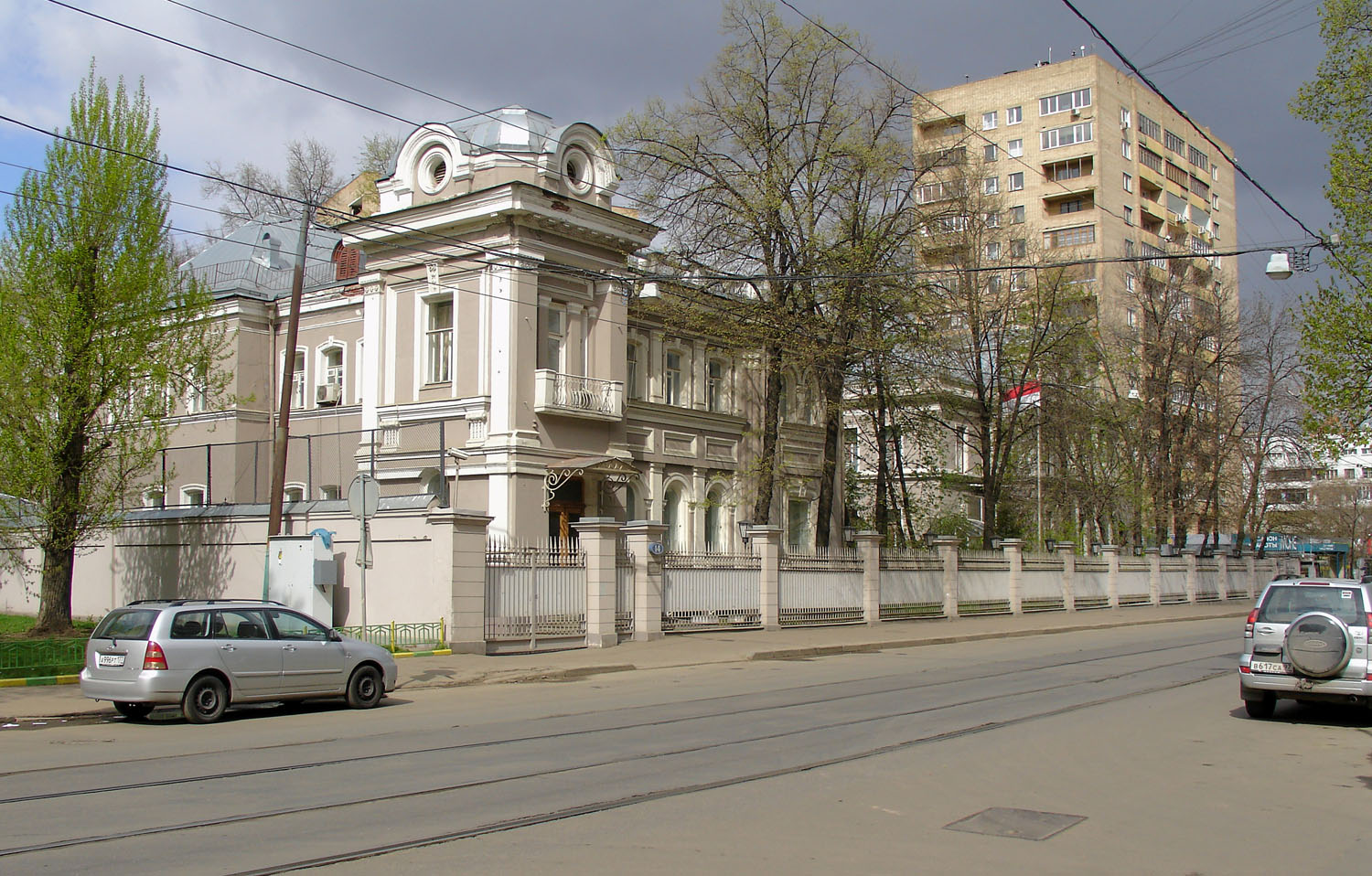
Villa S. G. Protopopow-W. S. Tatischtschew, Nowokusnezkaja Uliza 12–14, Moskau
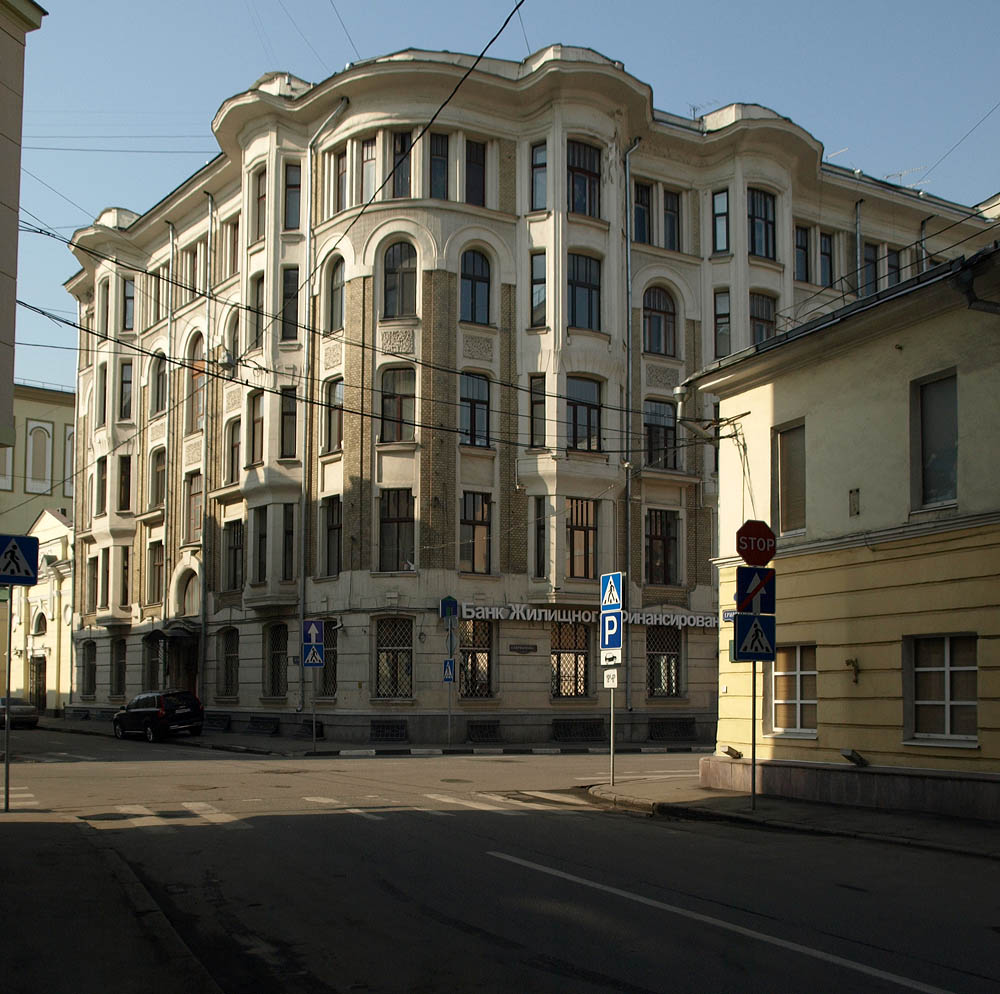
P. A. Skopnik-Mietshaus, Uliza Spiridonowka 27, Moskau
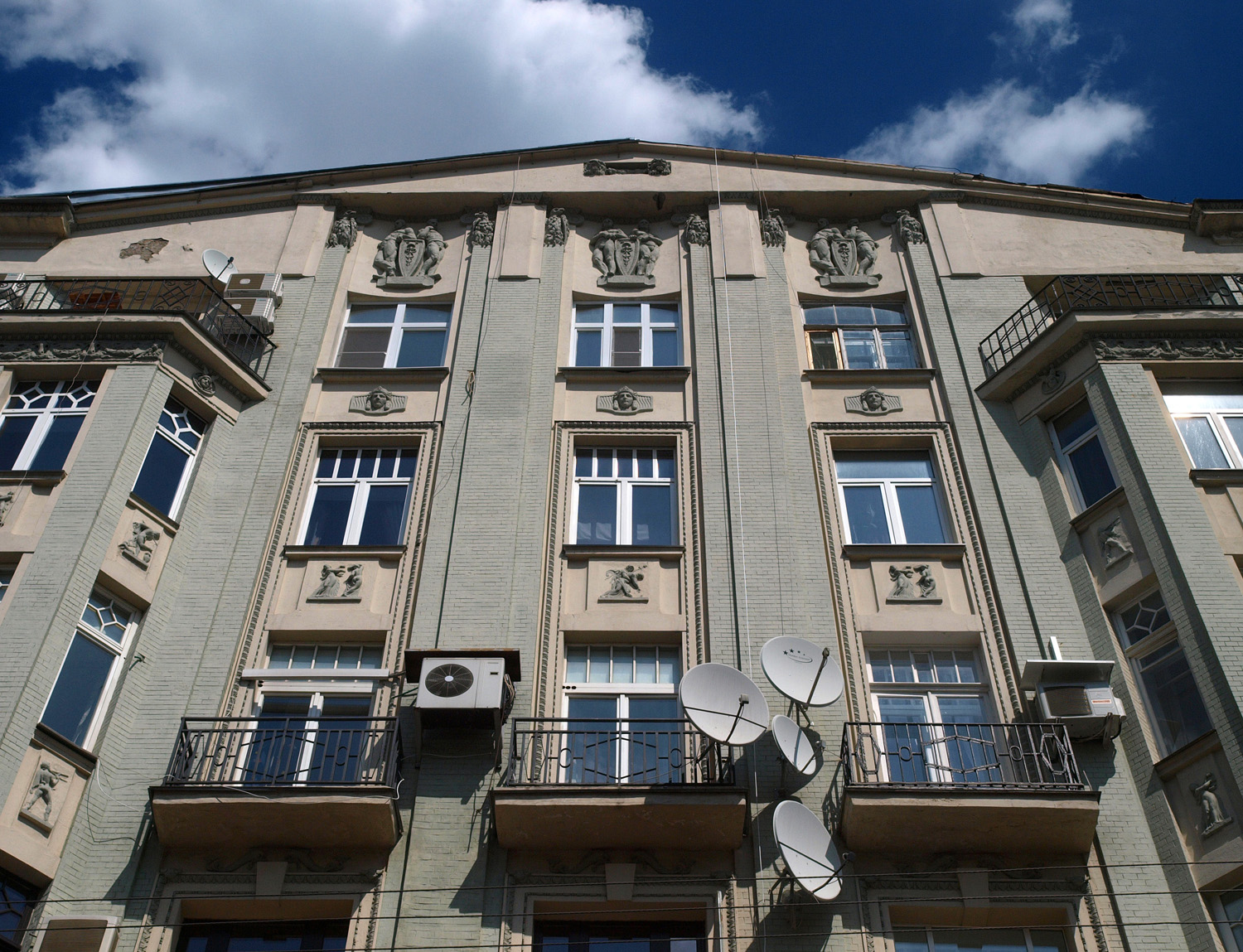
Mietshaus der Brüder Gribow, Uliza Tschaplygina 1a, Moskau
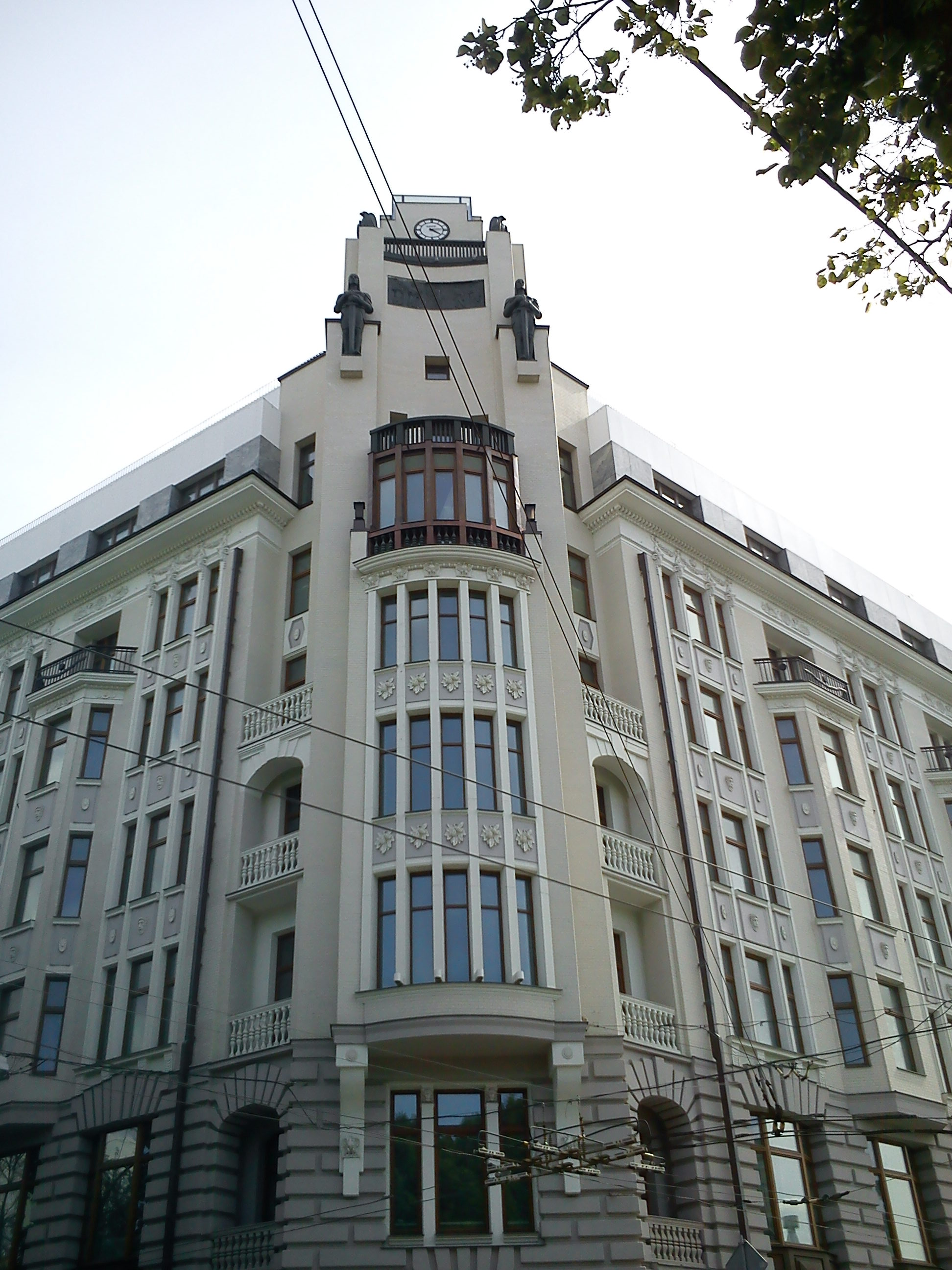
Jacob Recks Mietshaus
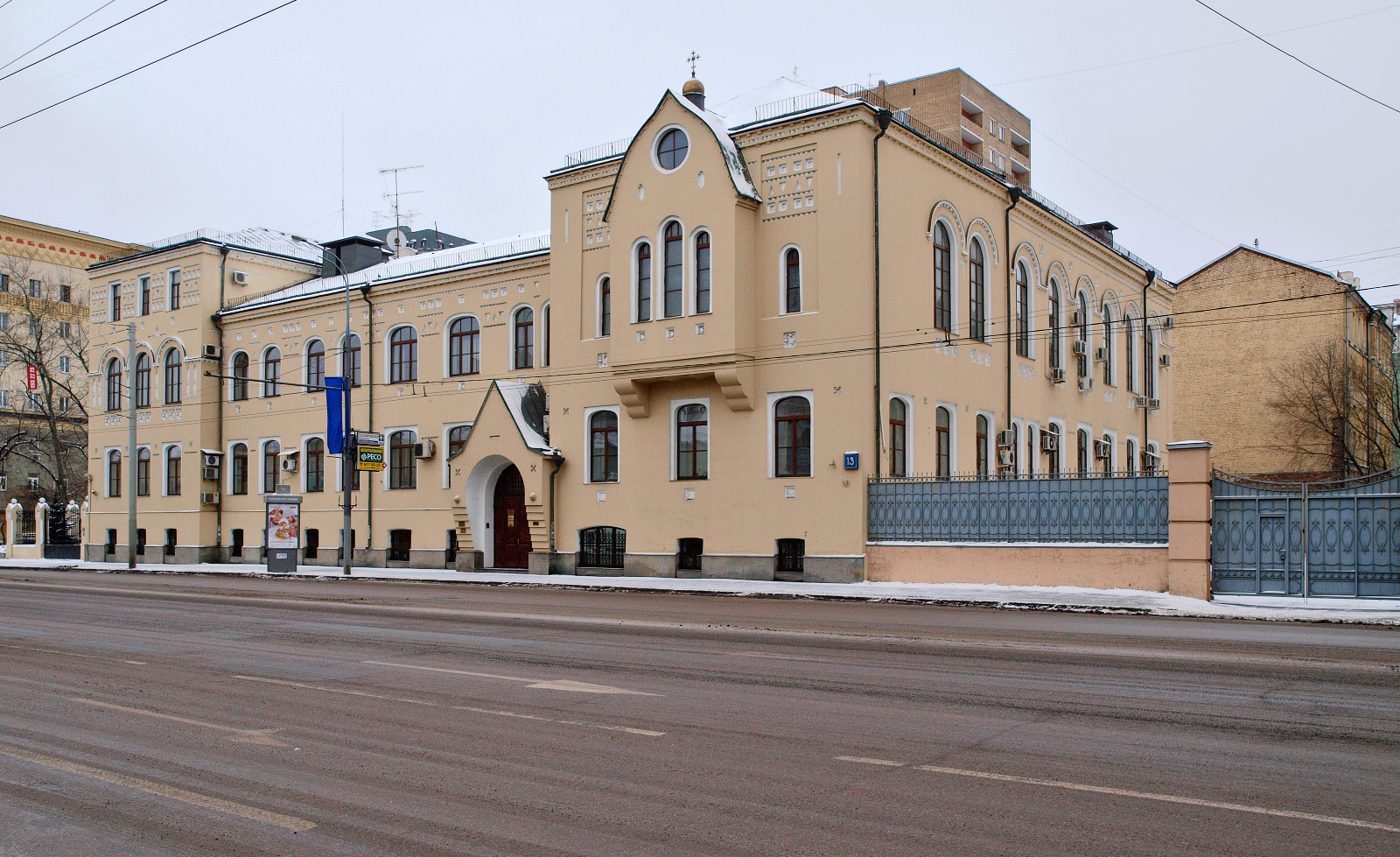
Heim mit Maria-Magdalena-Kirche der Gesellschaft für die Erziehung blinder Kinder, Prospekt Mira 13, Moskau
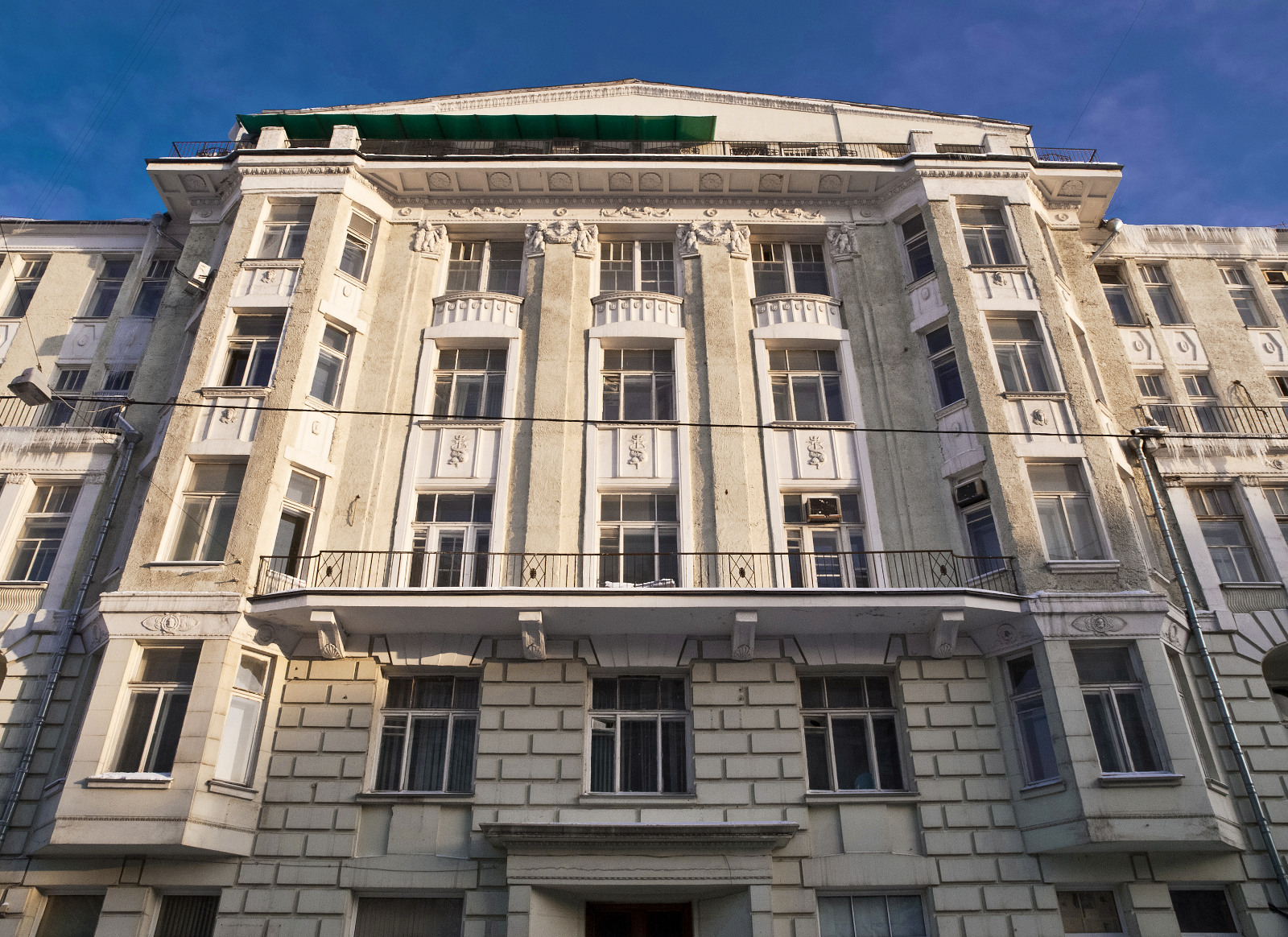
E. N. Schewljagina-Mietshaus, Uliza Schtschepkina 22, Moskau
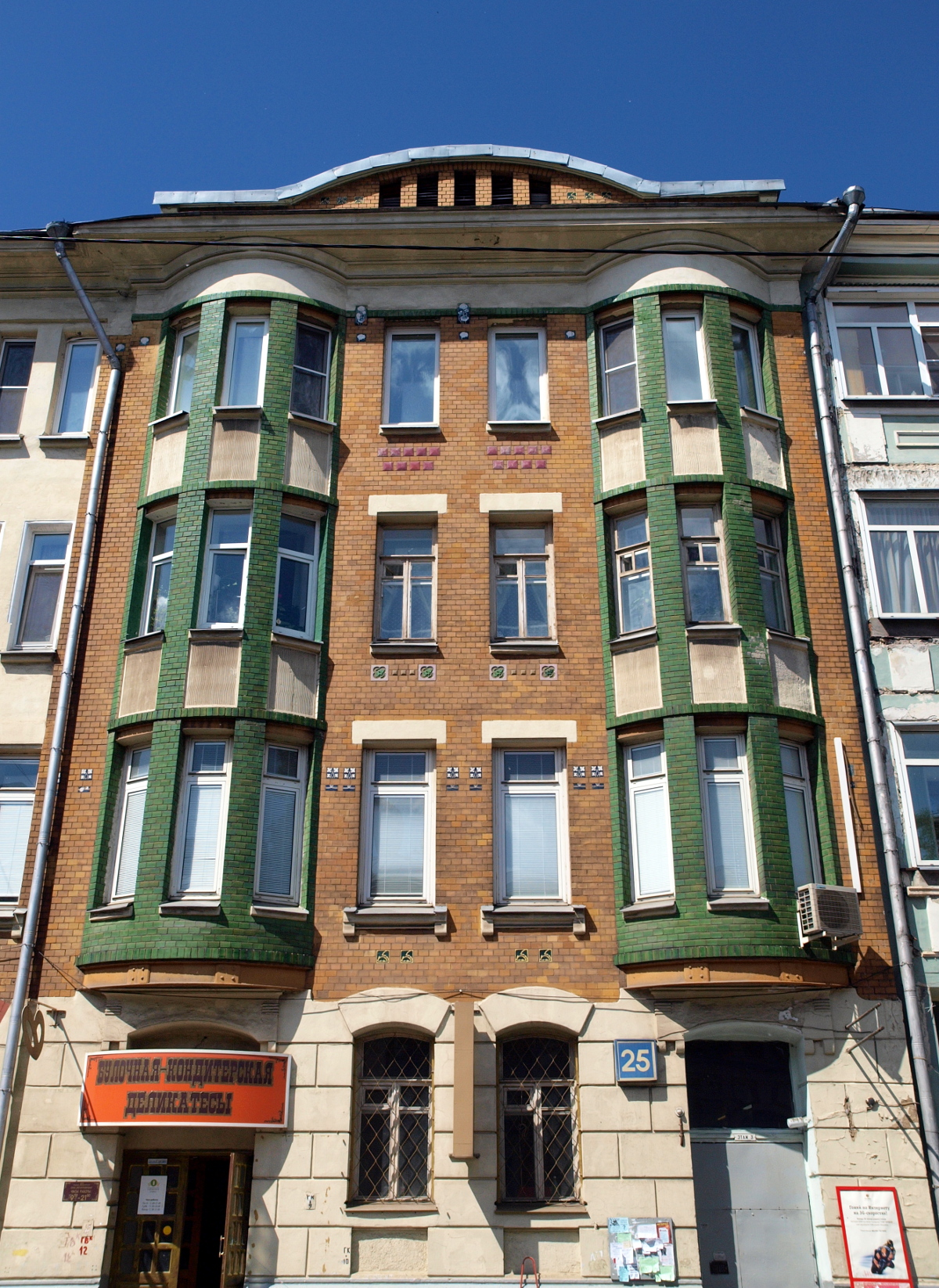
Utkin-Mietshaus, Uliza Schtschepkina 25, Moskau
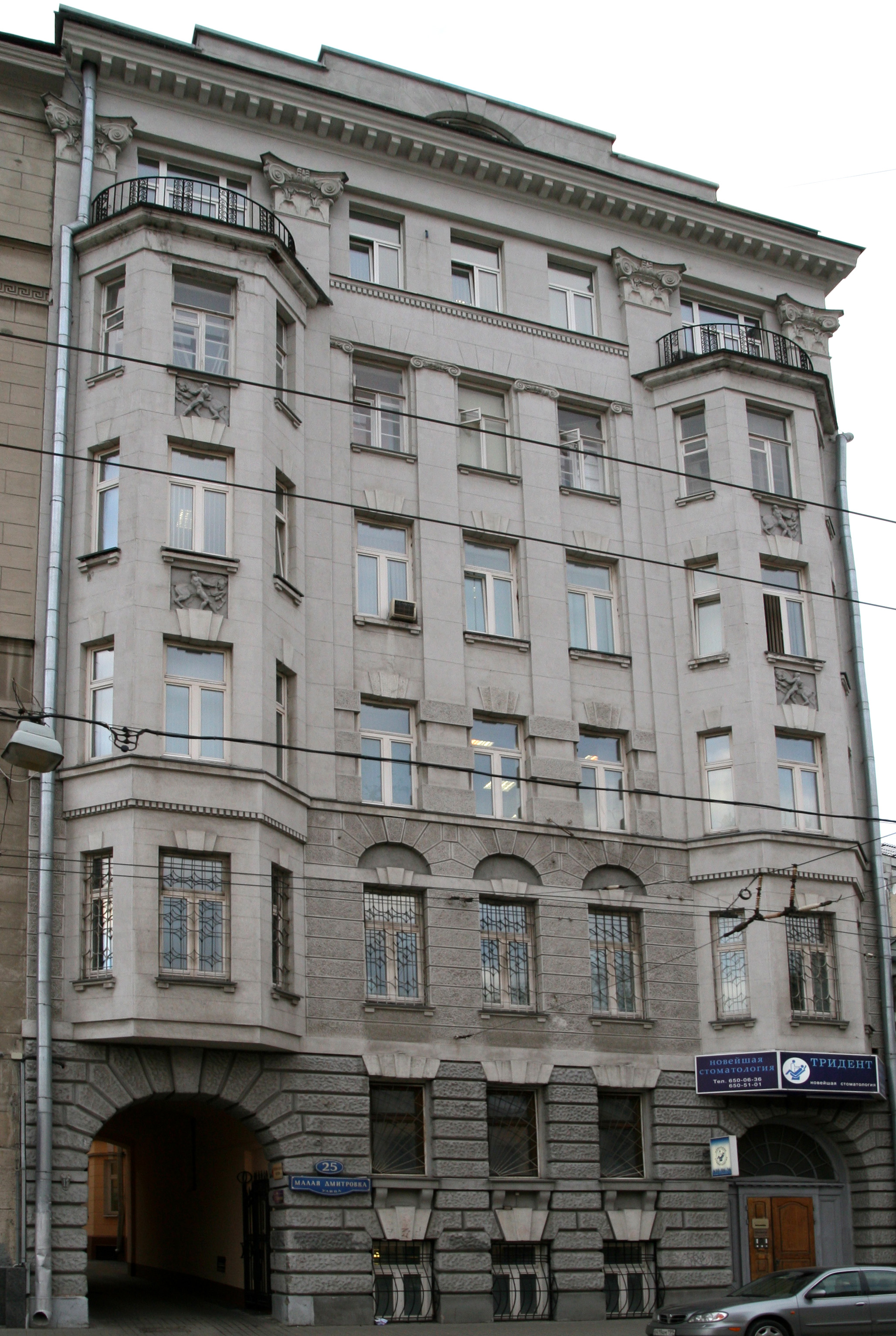
Helrichs Mietshaus, Malaja Dmitrowka 25, Moskau